# Puchar Świata w Zapasach 1986
Zawody Pucharu Świata w 1986 roku
- w stylu klasycznym mężczyzn rywalizowano pomiędzy 15 a 16 listopada w Oak Lawn (Stany Zjednoczone).
- w stylu wolnym mężczyzn w dniach 22–23 marca w Toledo (Stany Zjednoczone).

## Styl klasyczny

### Ostateczna kolejność drużynowa
| Poz. | Państwo           |
| ---- | ----------------- |
|      | ZSRR              |
|      | Węgry             |
|      | Stany Zjednoczone |
| 4.   | Kuba              |
| 5.   | Japonia           |

### Klasyfikacja indywidualna
| Waga   |                      |                    |                    | 4                 | 5                               |
| ------ | -------------------- | ------------------ | ------------------ | ----------------- | ------------------------------- |
| 48 kg  | Iwan Samtajew        | Masanori Ōhashi    | Eric Wetzel        | János Marosvölgyi | ----                            |
| 52 kg  | Aleksandr Ignatienko | Pedro Roque Favier | Toshikazu Fujinami | László Bíró       | Lewis Dorrance 6. Shawn Sheldon |
| 57 kg  | Siergiej Bułanow     | Amadoris González  | Anthony Amado      | András Sike       | Shunji Nakadome                 |
| 62 kg  | Kamal Mussaev        | Árpád Sipos        | Frank Famiano      | Mauro Lobaina     | Shigeki Nishiguchi              |
| 68 kg  | Michail Elizarev     | Andy Seras         | Alfredo Bicet      | Attila Repka      | Takumi Mori                     |
| 74 kg  | Däulet Turłychanow   | Gyula Erdélyi      | David Butler       | Víctor Romero     | Kunishige Yuasa                 |
| 82 kg  | Alexander Savinkin   | Juan Conde         | Tibor Szívos       | Darryl Gholar     | Tamotsu Yabiku                  |
| 90 kg  | Władimir Popow       | Lajos Szegvári     | Guillermo Cruz     | Michael Carolan   | Tōru Higashide                  |
| 100 kg | Igor Kanygin         | Dennis Koslowski   | Tamás Gáspár       | Héctor Milián     | ----                            |
| 130 kg | Igor Rostorocki      | László Klauz       | Duane Koslowski    | Arturo Díaz       | ----                            |

## Styl wolny

### Ostateczna kolejność drużynowa
| Poz. | Państwo           |
| ---- | ----------------- |
|      | ZSRR              |
|      | Stany Zjednoczone |
|      | Kuba              |
| 4.   | Mongolia          |
| 5.   | Egipt             |
| 6.   | Australia         |

### Klasyfikacja indywidualna
| Waga   |                      |                     |                    | 4                    | 5                 | 6                         |
| ------ | -------------------- | ------------------- | ------------------ | -------------------- | ----------------- | ------------------------- |
| 48 kg  | Siergiej Karamczakow | Tumendem Suhbaatar  | Tim Vanni          | Eloy Abreu           | Kevin Rogers      | Sa’id Abd al-Wahid        |
| 52 kg  | Władimir Toguzow     | Nandzadyn Bürgedaa  | Ed Woodburn        | Arrosmil Carranzana  | Frag Abd El-Monem | Stephen Sawyers           |
| 57 kg  | Siergiej Biełogłazow | Alejandro Puerto    | Barry Davis        | Chaltmagiijn Battuul | Hany El-Asaar     | Paul Kirkby               |
| 62 kg  | Awirmedijn Enchee    | Gene Mills          | Wiktor Aleksiejew  | Enrique Valdez       | Dan Cumming       | Abd al-Latif Abd al-Latif |
| 68 kg  | Arsen Fadzajew       | Andre Metzger       | Eugenio Montero    | Bujandelgerijn Bold  | Zsigmond Kelevitz | Husam ad-Din Hamid        |
| 74 kg  | Nate Carr            | Raúl Cascaret       | Anatolij Połomarow | Lodojn Enchbajar     | Geoff Marsh       | Mohsen Abo El-Ghar        |
| 82 kg  | Jim Scherr           | Władimir Modosian   | Orlando Hernández  | Puncagijn Süchbat    | Wally Koenig      | Muhammad al-Aszram        |
| 90 kg  | Macharbiek Chadarcew | William Scherr      | Roberto Limonta    | Dzewegijn Düwczin    | Zaki Fauda        | Sven Payne                |
| 100 kg | Dan Severn           | Leri Chabiełow      | Geovany Redmond    | Kamal Ibrahim        | ----              | ----                      |
| 130 kg | Bruce Baumgartner    | Dawit Gobedżiszwili | Hasan al-Haddad    | Alexis Videaux       | Steve Wyley       | ----                      |